# Estorninho-de-sobrancelha-ruiva
Estorninho-de-sobrancelha-ruiva (Enodes erythrophris) é uma espécie de ave da família Sturnidae. É a única espécie do género Enodes. É endémica da Indonésia. Os seus habitats naturais são: florestas subtropicais ou tropicais húmidas de baixa altitude e regiões subtropicais ou tropicais húmidas de alta altitude.